# خشم (فیلم ۲۰۰۸)
خشم (به ایتالیایی: La Rabbia) یک فیلم ایتالیایی محصول سال ۲۰۰۸، به کارگردانی لویی نرو است.

## داستان
یک کارگردان جوان با یک دختر زندگی می‌کند. او که عضوی فعال در جامعه روشن فکران است، نشان دهنده اتحاد بین ترس و عزم راسخ نیز هست، که عمیقاً روش او را در درک جهان پیرامون او تغییر می‌دهد. تنها هدف او این است که ردپایی از حضور خود در این دنیا، با تحقق یک فیلم بگذارد.